# Together Again (album de George Jones et Tammy Wynette)
Pour les articles homonymes, voir Together Again.
Albums de George Jones et Tammy Wynette
Still the Same Ole Me
(1981) A Taste of Yesterday's Wine
(1982)
Together Again est un album des artistes américains de musique country George Jones et Tammy Wynette. Cet album est sorti en 1981 sur le label Epic Records. Cet album est le premier qu'ils aient enregistré ensemble depuis Golden Ring en 1976. Ils n'enregistreront plus d'album ensemble avant One en 1995.

## Liste des pistes
| No  | Titre                        | Auteur                 | Durée |
| --- | ---------------------------- | ---------------------- | ----- |
| 1.  | A Pair of Old Sneakers       | Kingston, Sutton       |       |
| 2.  | Right in the Wrong Direction | Jones, Taylor          |       |
| 3.  | I Just Started Livin' Today  | Jones, Taylor          |       |
| 4.  | Love in the Meantime         | Taylor                 |       |
| 5.  | We Could                     | Bryant, Hart           |       |
| 6.  | Two Story House              | Lindsay, Tubb, Wynette |       |
| 7.  | If We Don't Make It          | Richey, Rickey         |       |
| 8.  | It's Not My Fault            | Braddock               |       |
| 9.  | We'll Talk About It Later    | Wynette                |       |
| 10. | Night Spell                  | Gray, Seals, Setser    |       |

## Positions dans les charts
Album – Billboard (Amérique du nord)
| Année | Chart          | Position |
| ----- | -------------- | -------- |
| 1980  | Albums country | 26       |

Single - Billboard (Amérique du nord)
| Année | Single                 | Chart           | Position |
| ----- | ---------------------- | --------------- | -------- |
| 1980  | Two Story House        | Singles country | 3        |
| 1981  | A Pair of Old Sneakers | Singles country | 19       |